# Río Grande (Mendoza)
Pour les articles homonymes, voir Rio Grande.
Le río Grande est une importante rivière du sud-ouest de l'Argentine, qui coule entièrement dans la province de Mendoza, département de Malargüe. Il est avec le río Barrancas une des deux branches mères du río Colorado, nettement la plus abondante. Il est en effet responsable de plus des trois-quarts du débit de ce dernier. Son bassin est d'ailleurs beaucoup plus étendu que celui du río Barrancas. Malgré cela, c'est le río Barrancas qui est considéré comme cours principal du río Colorado.

## Débit
Son débit moyen actuel à la station de La Estrachura est de 34,81 m³/sec. Plus en aval, près de sa confluence avec le Barrancas, à La Gotera, il est de 110,7 m³ par seconde, ce qui fait de lui la rivière la plus importante de la province (débit moyen mesuré de 1971 à 2004).

## Description et affluents
Le río Grande naît dans la Cordillère des Andes de l'union de deux rivières : le río Cobre et le río Tordillo. Il arrose la vallée de Las Leñas et se dirige vers le sud-sud-est. Il reçoit de côté droit (de l'ouest) une série de cours d'eau issus des Andes, dont le río Valenzuela, né sur les flancs orientaux du volcan Planchón-Peteroa et qui lui apporte un débit de 9,9 m3. Dans son bassin versant, les précipitations sont de l'ordre de 400 à 600 mm par an.
La superficie de ce bassin est de l'ordre de 8 000 km2. Son confluent avec le río Barrancas se trouve à une altitude de 835 mètres.
Le régime de la rivière est presque exclusivement nival.